# بودجه نظامی چین

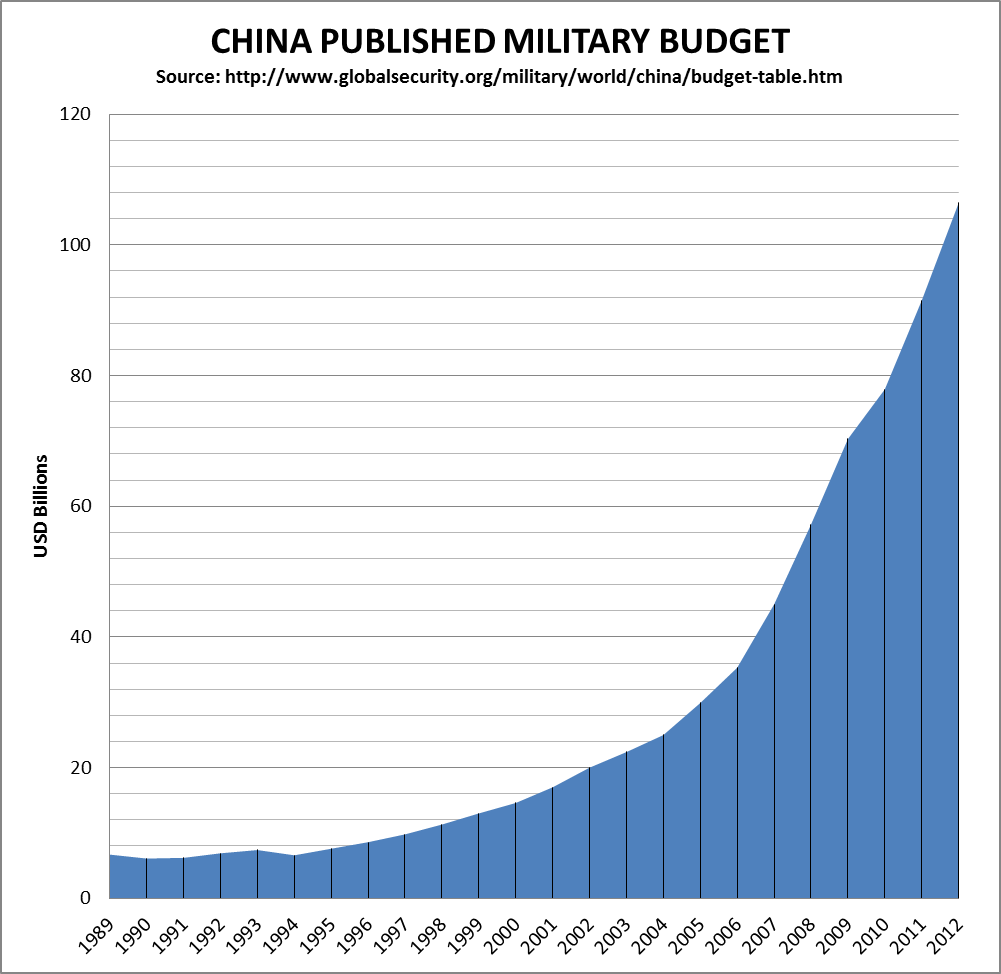
نمودار بودجه نظامی سالانه چین بر حسب میلیارد دلار آمریکا

بودجه نظامی چین به معنای هزینه‌های صرف‌شده برای ارتش چین شامل حقوق کارکنان، هزینه‌های آموزش، نگهداری از تجهیزات، پشتیبانی از عملیات‌های کنونی و آینده و توسعه و خرید تسلیحات و تجهیزات و خودروهای جدید است. دولت چین هر سال در ماه مارس، یک رقم کلی واحد برای هزینه‌های نظامی ملی منتشر می‌کند.

## افزایش بودجه
در سال ۲۰۱۵، رقم رسمی هزینه‌های دفاعی دولت چین، ۱۴۶ میلیارد دلار بود که نسبت به سال ۲۰۱۴ (۱۳۱ میلیارد دلار)، یک افزایش ۱۱ درصدی را نشان می‌داد. این رقم، بودجه نظامی چین را به بیشترین بودجه نظامی در جهان پس از آمریکا تبدیل می‌کند. طبق گزارش مؤسسه پژوهش صلح بین‌المللی استکهلم (SIPRI)، چین در سال‌های ۲۰۱۰ تا ۲۰۱۴، به سومین صادرکننده بزرگ تسلیحات عمده در جهان تبدیل شد. بخش عمده صادرات (بیش از ۶۸ درصد) به مقصد سه کشور پاکستان، بنگلادش و میانمار است. چین همچنین تسلیحات عمده را به هجده کشور آفریقایی صادر می‌کند.
سازمان‌های پژوهشی گوناگون، بودجه نظامی چین را بیشتر از میزان رسمی اعلام‌شده توسط دولت چین می‌دانند. بودجه نظامی چین بین سال‌های ۱۹۹۷ تا ۲۰۰۳ دو برابر شد و تقریباً به سطح بودجه نظامی انگلستان و ژاپن رسید و تا سال ۲۰۰۵، سالانه بیش از ۱۰ درصد افزایش می‌یافت. در سال ۲۰۱۰، طبق گزارش سالانه وزارت دفاع آمریکا به کنگره راجع به قدرت دفاعی چین، بودجه نظامی واقعی چین در سال ۲۰۰۹، حدود ۱۵۰ میلیارد دلار بوده‌است. بنا به تخمین مؤسسه پژوهش صلح بین‌المللی، بودجه نظامی چین در سال ۲۰۰۹ حدود ۱۰۰ میلیارد دلار یعنی بالاتر از بودجه رسمی اعلام‌شده توسط دولت چین، اما پایین‌تر از تخمین وزارت دفاع آمریکا بوده‌است. مؤسسه بین‌المللی مطالعات استراتژیک در یکی از گزارش‌های خود در سال ۲۰۱۲ نشان داد که اگر روند افزایش بودجه نظامی چین ادامه داشته باشد، چین در ۲۵ تا ۳۰ سال آینده، به برابری نظامی با آمریکا خواهد رسید.